# ملعب نادي تروفينسي الرياضي
ملعب نادي تروفينسي الرياضي (بالبرتغالية: Estadio do Clube Desportivo Trofense‏) هو ملعب متعدد الاستخدامات في تروفا، البرتغال. يتم استخدامه حاليًا في الغالب لمباريات كرة القدم وهو الملعب الرئيسي ديسبورتيفو تروفينسي. تبلغ سعة الملعب 5،074 مقعدًا.تم بناء الملعب في 24 ديسمبر 1950. وقد خضع للعديد من التجديدات خلال عام 2008، عندما صعد ديسبورتيفو تروفينسي إلي الدوري البرتغالي الممتاز لأول مرة في تاريخهم.